# Katrin Freund
Katrin Freund (* 15. April 1967 in Karl-Marx-Stadt) ist eine ehemalige deutsche Politikerin.
Ihre Mutter war Lehrerin, ihr Vater Kfz-Mechaniker. Sie siedelten 1977 nach elf Ausreiseanträgen von Karl-Marx-Stadt nach Hamburg über. Katrin Freund war nach einer kaufmännischen Ausbildung und einem Studienaufenthalt in den USA als Kauffrau, Marketing-Expertin und Immobilienmaklerin tätig.
2000 wurde sie Mitglied der von ihrem damaligen Lebensgefährten Ronald Schill gegründeten Partei Rechtsstaatlicher Offensive und erhielt ein Amt im Bundesvorstand. 2001 wurde sie Abgeordnete in der Hamburger Bürgerschaft, wo sie als schulpolitische Sprecherin ihrer Partei tätig war. Zwischenzeitlich trennte sie sich von Schill. Als dieser jedoch Ende 2003 von dem Bundesvorstand aus der Partei ausgeschlossen wurde, gründete sie mit ihm und vier weiteren Abgeordneten der Partei Rechtsstaatlicher Offensive die Ronald-Schill-Fraktion, deren Fraktionsvorsitzende sie bis zur Neuwahl Anfang 2004 war. Anfang 2004 trat sie zusammen mit Schill und den anderen Abgeordneten der Ronald-Schill-Fraktion zur Pro DM über.
Die Welt berichtete im Jahr 2011, dass Freund sich aus dem politischen Tagesgeschäft zurückgezogen habe und nach eigenen Angaben Inhaberin einer Immobilienfirma im Hamburger Norden sei.
Katrin Freund ist geschieden und Mutter eines Sohnes.